# عذاب (خوي)
عذاب هي قرية في مقاطعة خوي، إيران. عدد سكان هذه القرية هو 1,237 في سنة 2006.